# Glaucomys oregonensis
Glaucomys oregonensis — один із трьох видів роду Glaucomys, єдиних летяг, що мешкають у Північній Америці.

## Таксономія
За допомогою генетичного аналізу Арбогаст та ін. (2017) показали, що летяга Гумбольдта, яку раніше вважали схожою на північну летягу (Glaucomys sabrinus), насправді є окремим видом. Підвид летяги Сан-Бернардіно (G. o. californicus) вважається NatureServe підвидом, що перебуває під критичною загрозою зникнення.

## Опис
Насправді ці тварини не літають, а ковзають із дерева на дерево. Зовні вони схожі на Glaucomys sabrinus, проте, як правило, менші за розміром і мають темніше хутро. Вони добре ковзають по повітрю, але незграбно ходять по землі.
Під дією ультрафіолетового світла самиці та самці всіх трьох видів Glaucomys флуоресціюють різною інтенсивністю рожевого кольору як на спинній, так і на вентральній поверхнях. Є гіпотеза, що флуоресценція допомагає летягам знаходити одна одну за слабкого освітлення та імітувати оперення сов, щоб уникнути хижацтва. Цю гіпотезу спростували Туссен та ін. (2022), які натомість припускають, що рожева люмінесценція є побічним продуктом утилізації відходів організмом.

## Раціон та поведінка
Вони харчуються різноманітними рослинними матеріалами, а також деревним соком, грибами, комахами, падлом, пташиними яйцями та пташенятами. Вони здебільшого розмножуються раз на рік у порожнині, вистеленій лишайником або іншим м'яким матеріалом. На відміну від більшості представників своєї родини, летяги ведуть суто нічний спосіб життя.

## Поширення та середовище існування
Летяги Гумбольдта зустрічаються в хвойних та змішаних лісах від південної Британської Колумбії до південної Каліфорнії. Вони живуть у густих прибережних лісах, де їм достатньо місця, щоб літати з дерева на дерево. Популяції летяг Гумбольдта більш сконцентровані у старих лісах, де відносно стабільне середовище дозволяє мати меншу кількість потомства в кожному виводку.